# 郵便配達人ジョゼフ・ルーラン
『郵便配達人ジョゼフ・ルーラン』（ゆうびんはいたつにんジョゼフ・ルーラン）は、1888年8月にフィンセント・ファン・ゴッホによって描かれた絵画。

## 概要
ゴッホはフランスのアルルで近所に暮らしていたルーラン一家をモデルにして複数のポートレイトを描いている。夫人を描いたものに『ルーラン夫人ゆりかごを揺らす女』がある。
モデルとなったジョゼフ＝エティエンヌ・ルーラン（1841年4月4日 - 1903年9月）について、ゴッホは手紙で郵便配達人としているが、実際には駅の郵便物取扱係であった。妹ヴィル宛ての手紙で彼を「頭部はソクラテスに似て、鼻はほとんどあるかなしか、（中略）たっぷりとしたごま塩の髭、大きな耳を持ってる。この男は強烈な共和主義者にして社会主義者で、議論もなかなか上手い」と評している。
ゴッホはルーランをモデルにした絵を6点残しており、そのうち1889年4月に描かれた胸像の背景に花を散りばめた3点については、モデルとなったルーランが仕事の都合で同年1月にマルセイユに移住していることから、以前に描かれた同じ構図の2点を模写したものと考えられている。

## ギャラリー

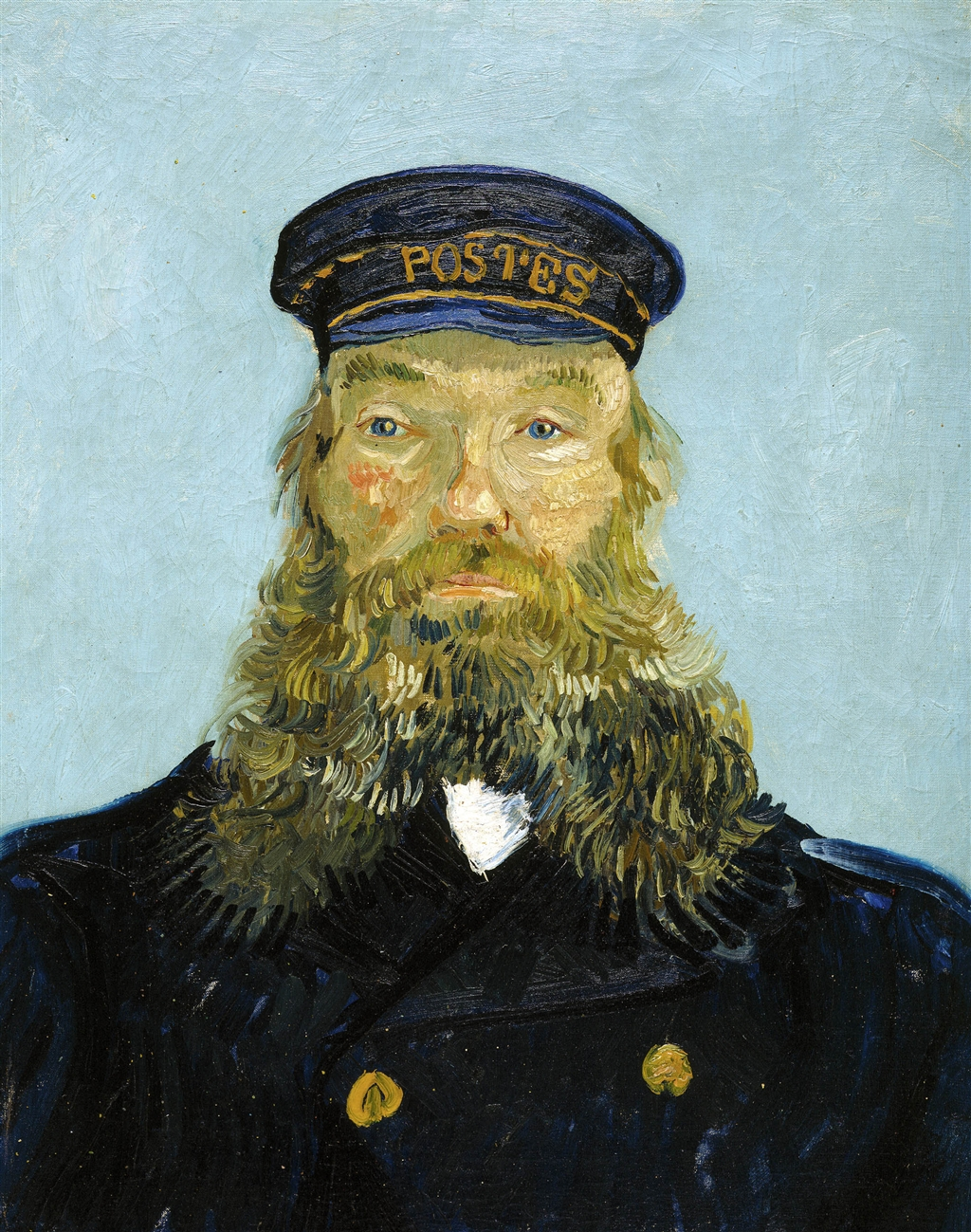
1888年8月初頭（F433、JH1524） 油彩、キャンバス、64.1 x 47.9 cm デトロイト美術館蔵。
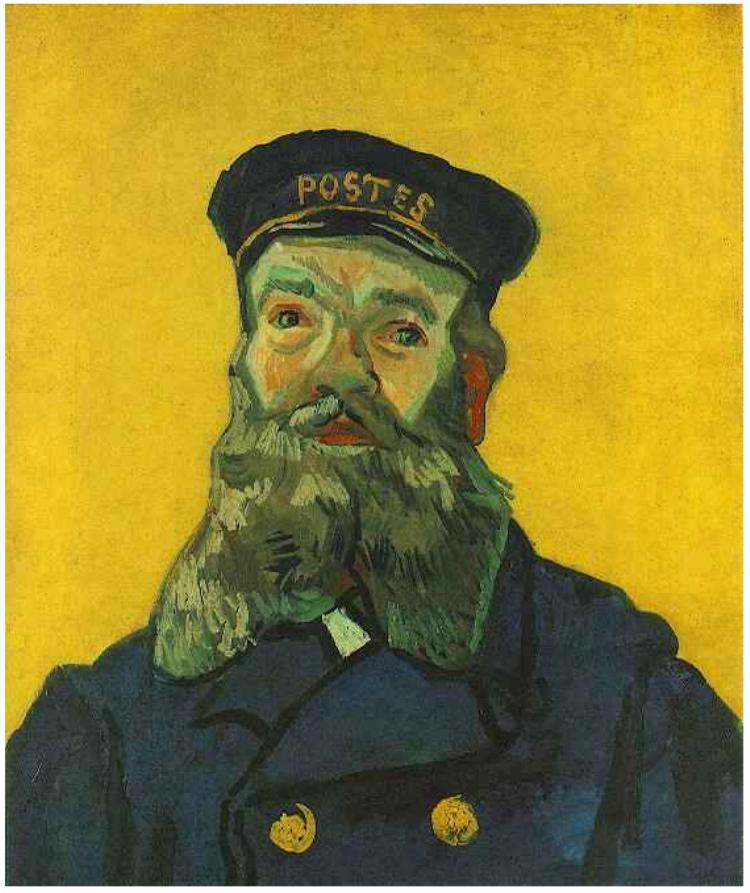
1888年11月-12月（F434、JH1647） 油彩、キャンバス、65.0 x 54.0 cm ヴィンタートゥール美術館蔵。
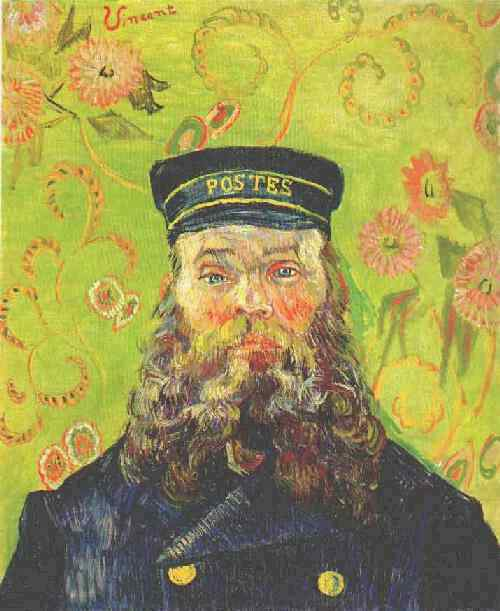
1989年4月（F435、JH1674） 油彩、キャンバス、67.5 x 56.0 cm バーンズ・コレクション蔵。
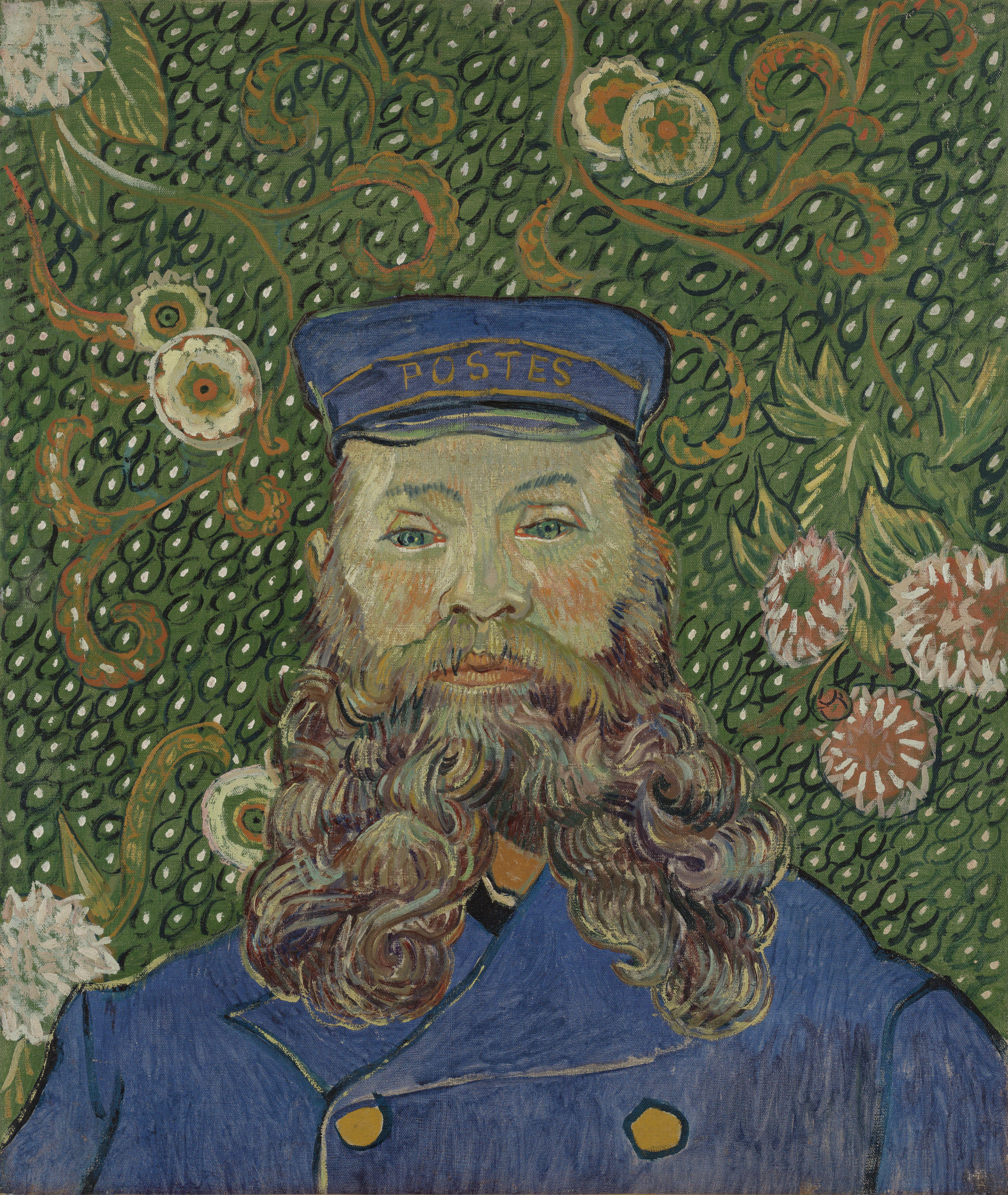
1989年4月（F436、JH1675） 油彩、キャンバス、64.0 x 54.5 cm ニューヨーク近代美術館蔵。
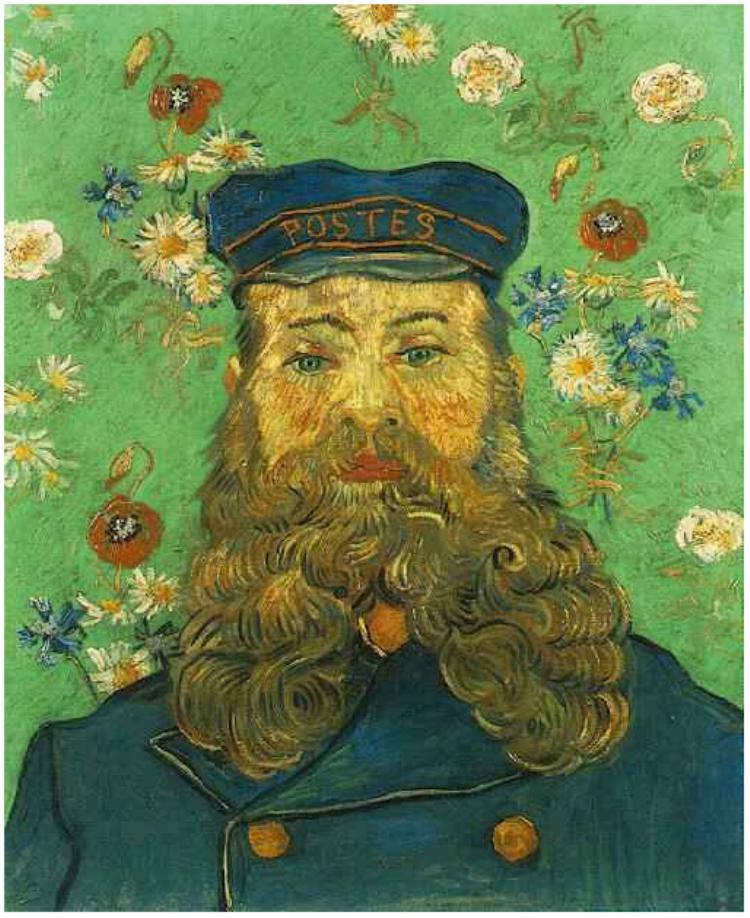
1989年4月（F439、JH1673） 油彩、キャンバス、65.0 x 54.0 cm クレラー・ミュラー美術館蔵。